# Vogelreservat Satchinez
Das Vogelreservat Satchinez (rumänisch Rezervația ornitologică Satchinez, oder Mlaștinile Satchinez, volkstümlich Kneeser Ried, auch Banater Delta oder Kneeser Marschen) ist ein Vogelschutzgebiet im Westen Rumäniens, entlang des Jer, auf dem Areal der Gemeinde Satchinez, im Kreis Timiș, im Banat. 

## Lage
Das Vogelreservat Satchinez, zwischen den Dörfern Satchinez und Biled, an der Landstraße Timișoara–Sânnicolau Mare, dehnt sich auf einer Fläche von 122 Hektar auf dem Areal der Gemeinde Satchinez, 25 Kilometer nordöstlich von Timișoara, aus. Hinzu kommen noch weitere 1.070 Hektar Pufferzone.

## Beschreibung
Das Reservat wurde 1942 auf Initiative des Ornithologen Dionisie Linția gegründet. Im Reservat Satchinez sind 40 % der gesamten Vogelwelt Rumäniens anzutreffen. Die Sümpfe von Satchinez beherbergen ein wertvolles ornithologisches Naturschutzgebiet. Mehr als 100 Vogelarten, die meisten geschützt auf europäischer Ebene, 93 Wasserpflanzenarten und 875 Insektenarten sind hier beheimatet.
Seit 1999 ist das Vogelschutzgebiet Satchinez in das Programm LIFE (EU) eingebunden und wurde von der Europäischen Union mit 127.000 Euro  zur Konservierung der Sümpfe gefördert. Im Jahr 2002 genehmigte die Europäische Kommission  im Rahmen des Förderprogramms LIFE-Natur weitere Zuschüsse für  die Wiederherstellung und Bewirtschaftung des Feuchtgebiets Satchinez-Marschen. 
Das Gebiet entlang des Jer besteht aus Teichen und Mooren, mit Schilfrohr bedeckten Inseln und Halbinseln, Sümpfen mit Rohrkolben, Weidenbüschen, Pappeln, Akazien und feuchten Wiesen. 
Die Biotoplandschaft des Reservats ist ein Paradies für Wasservögel, die hier ausreichend Nahrung finden und im dichten Schilf sowie im Dickicht der Uferbewachsung und Auwälder ideale Bedingungen zum Brüten finden. Man nennt es auch das "Delta des Banats", weil die weitläufige Sumpflandschaft mit den breiten Schilfgürteln und Binsen sowie den ausgedehnten Teichen und Tümpeln den Eindruck eines kleinen Deltas erwecken.

## Vogelreservat
Im Vogelreservat Satchinez gibt es artgeschützte Wasservögel und viele Zugvögel, welche hier auf ihrer Durchreise rasten. Das Vogelschutzgebiet ist von ungeheurem Wert für die Flora und Fauna in diesem Gebiet sowie für durchziehende Vögel und es stellt in seiner Art eine besondere Sehenswürdigkeit dar.

### Brutvögel

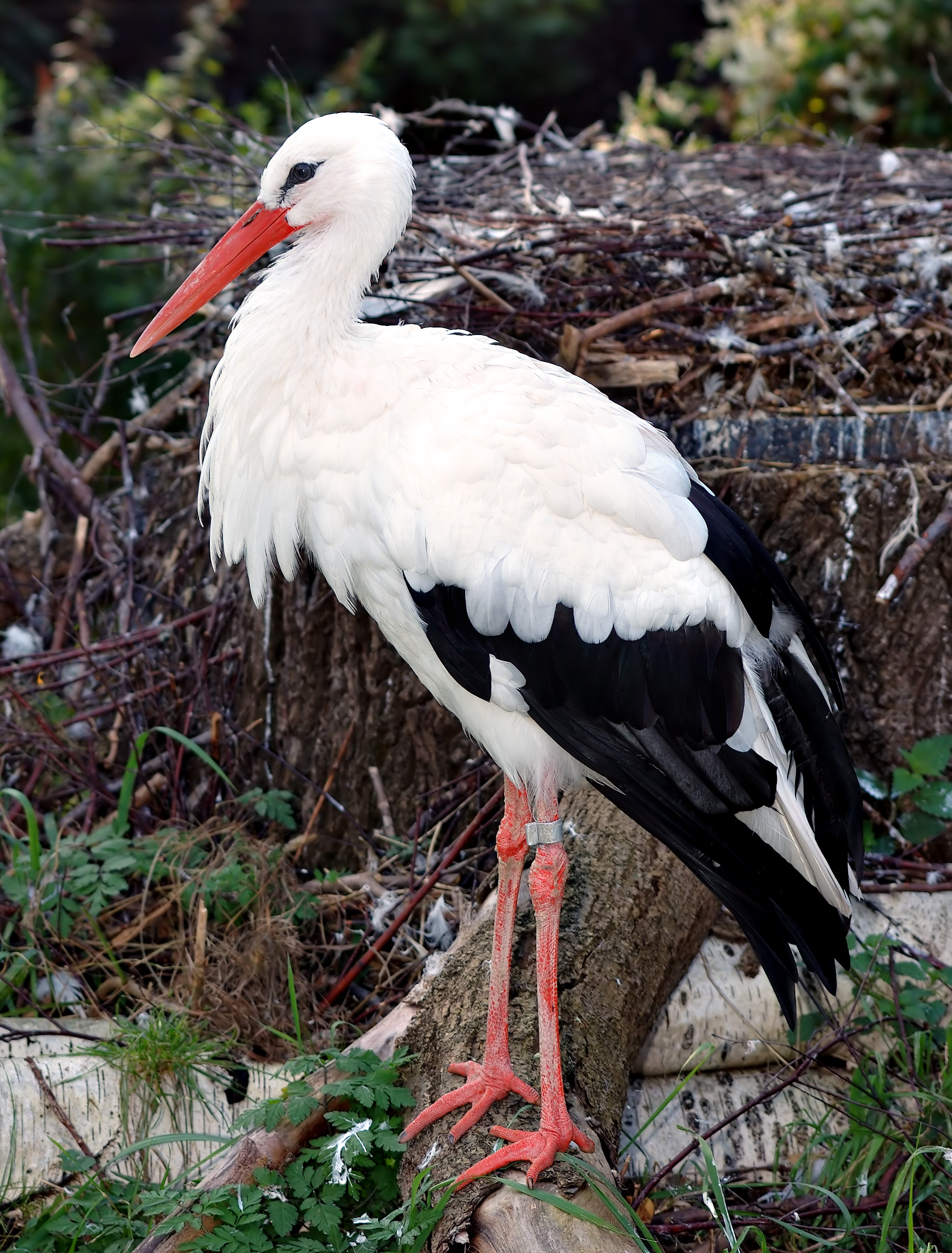
Weißstorch

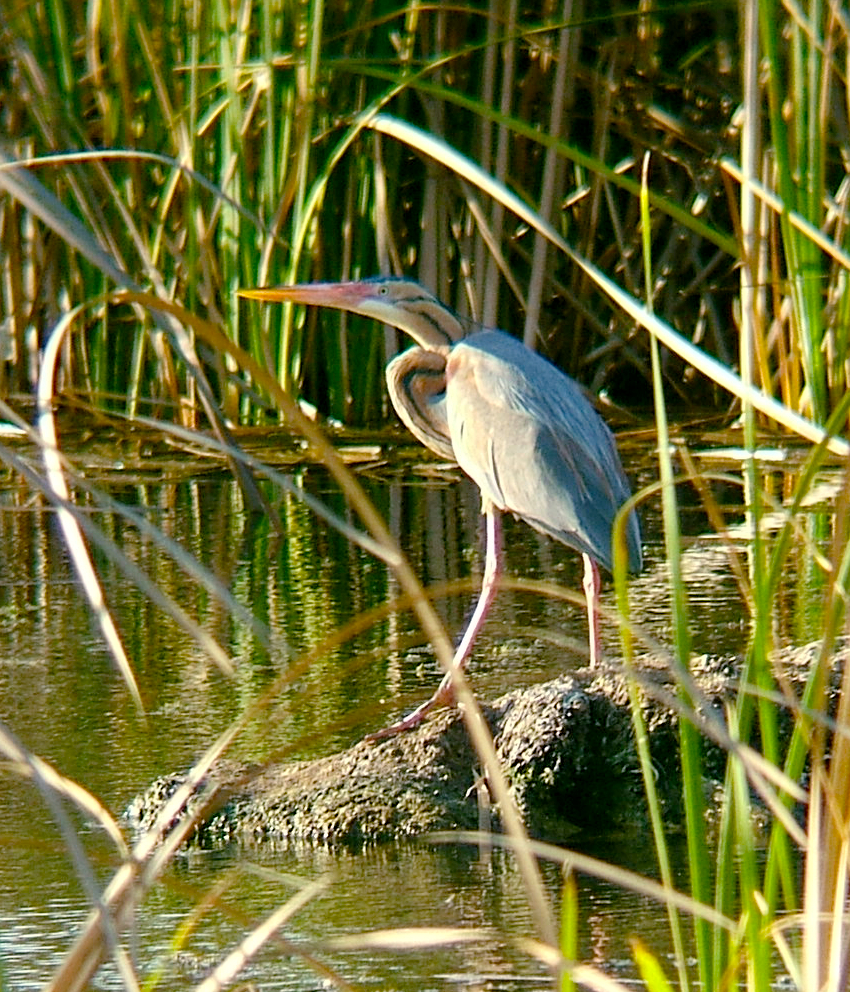
Purpurreiher

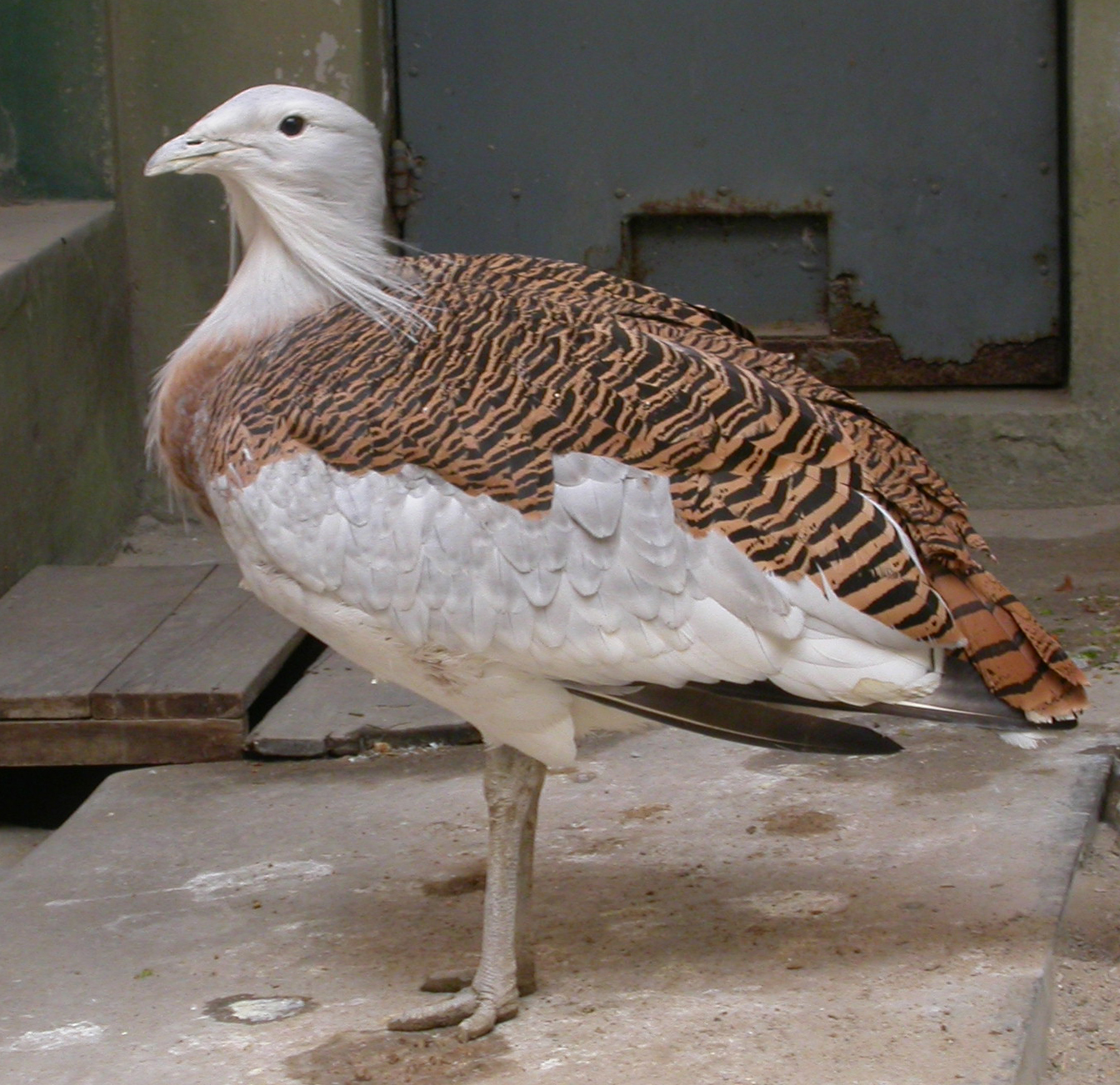
Großtrappe

Ungefähr 150 Vogelarten wurden im Reservat registriert, wovon etwa 70 dort brüten. Störche und Rohrdommeln, Enten und Wasserhühner, Reiher und Kiebitze, Bachstelzen und Möwen bevölkern dies rauschende Dickicht wuchernder Wasserpflanzen. 
Zu den Vögeln, welche im Reservat nisten, zählen:
- Seidenreiher (Egretta garzetta)
- Silberreiher (Casmerodius albus)
- Purpurreiher (Ardea purpurea)
- Graureiher  (Ardea cinerea)
- Nachtreiher  (Nycticorax nycticorax)
- Rallenreiher (Ardeola ralloides)
- Rohrdommel (Botaurus stellaris)
- Zwergdommel (Ixobrychus minutus)
- Weißstorch  (Ciconia ciconia)
- Kormoran  (Phalacrocorax carbo)
- Eistaucher  (Gavia immer)
- Teichhuhn (Gallinula chloropus)
- Blässhuhn (Fulica atra)
- Kiebitz (Vanellus vanellus)
- Bachstelze (Motacilla alba)
- Moorente (Aythya nyroca)
- Graugänse (Anser anser)
- Großtrappe (Otis tarda)
- Singvögel:
  - Sumpfmeise (Poecile palustris)
  - Beutelmeise (Remiz pendulinus)
  - Bartmeise (Panurus biarmicus)
  - Grasmücken (Sylvia)

### Zugvögel
Wie eine Insel, umgeben von einem Meer landwirtschaftlich genutzter Flächen, bildet das Reservat auch einen idealen Landeplatz für durchziehende Zugvögel. 
Dazu gehören:
- Kranich  (Grus grus)
- Sumpfschwalbe (Tachycineta bicolor)
- Wildenten
- Wildgänse

### Greifvögel
Aber auch Greifvögel leben hier:
- Rotfußfalke (Falco vespertinus)
- Sumpfohreule (Asio flammeus)

### Geschützte  Arten
Zu den geschützten Arten, die hier brüten, gehören:
- Säbelschnäbler (Recurvirostra avosetta)
- Seidenreiher (Egretta garzetta)
- Silberreiher (Egretta alba)
- Stelzenläufer (Himantopus himantopus)
- Graureiher (Ardea cinerea)
- Rallenreiher (Ardeola ralloides)
- Zwergdommel (Ixobrychus minutus)
- Purpurreiher (Ardea purpurea)
- Nachtreiher (Nycticorax nycticorax)